# Sint-Augustinusbasiliek (Annaba)

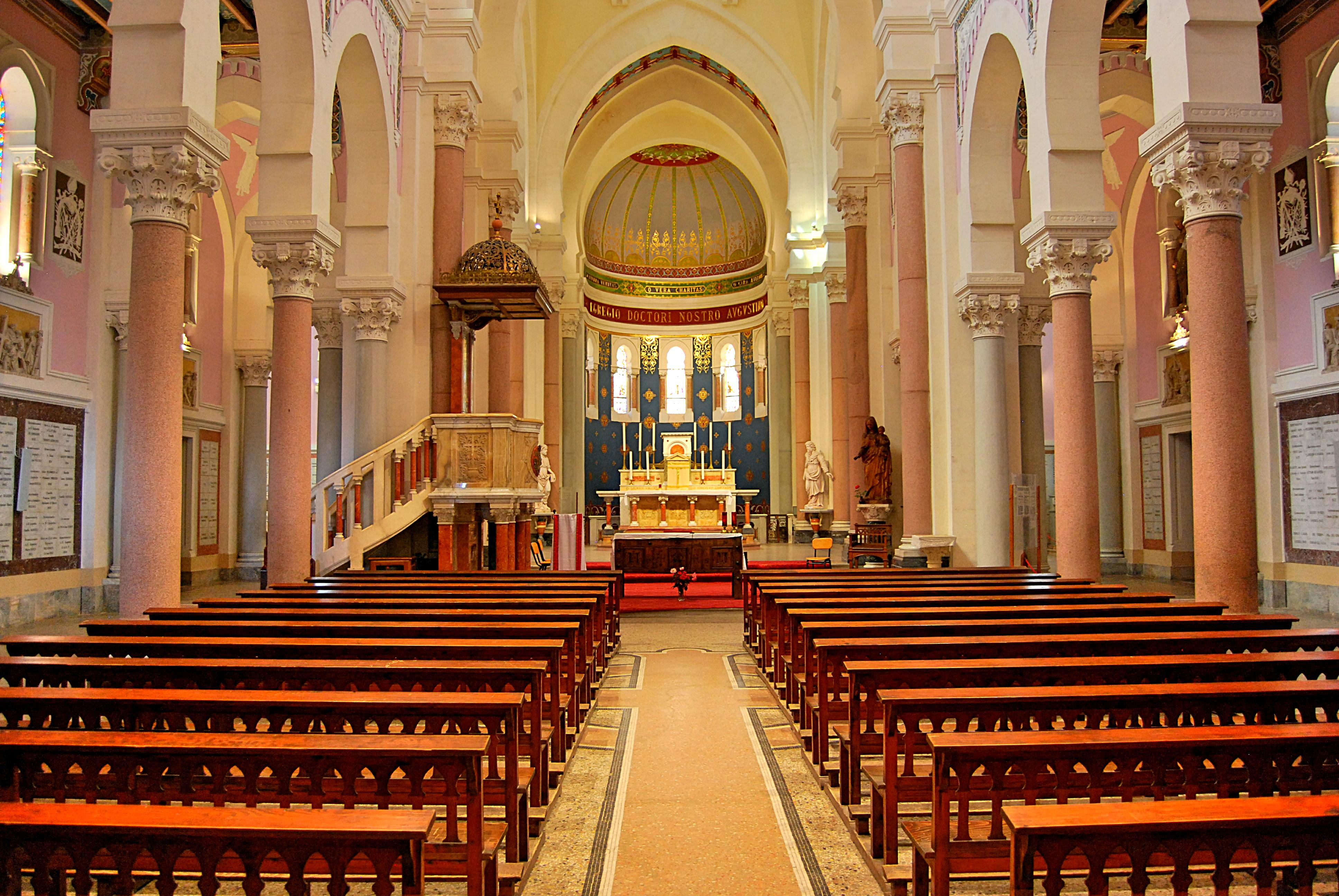
Interieur van de basiliek

De Sint-Augustinusbasiliek (Frans: Basilique Saint-Augustin) is een basiliek en prokathedraal in de Algerijnse stad Annaba, het vroegere Hippo Regius. De basiliek is gewijd aan Sint-Augustinus van Hippo, die van 396 tot zijn dood in 430 bisschop van Hippo was.

## Geschiedenis
De bouw van de basiliek begon in 1881. Op 29 maart 1900 was de kerk voltooid en werd ze ingewijd door de aartsbisschop van Algiers Frédéric-Henri Oury en de bisschop van Constantine, Jules-Étienne Gazaniol. De kerk werd op 24 april 1914 door paus Pius X tot basilica minor verheven. De basiliek werd van 2010 tot 2013 gerestaureerd en op 19 oktober 2013 opnieuw gewijd.

## De basiliek
De basiliek is gebouwd in moors-byzantijnse stijl. De voorzijde wordt gevormd door een dubbeltorenfront. Het interieur is ingericht met carrara-marmer. In de basiliek bevindt zich een liggend beeld van Augustinus met daarin een ellepijp als relikwie.